# Goldene Kutsche (Niederlande)

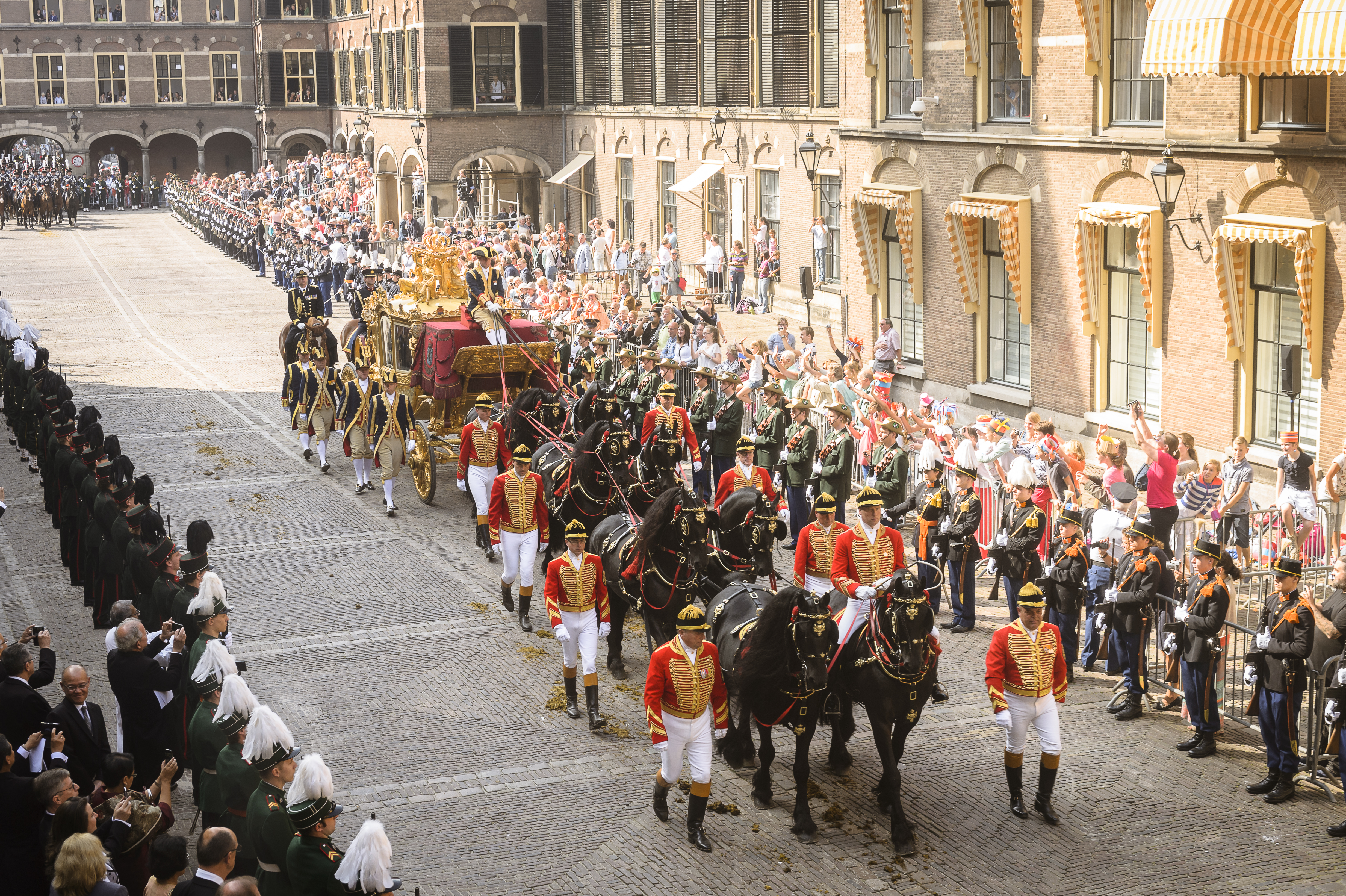
Die Goldene Kutsche am Prinsjesdag 2014

Die Goldene Kutsche (niederländisch Gouden Koets) ist ein Symbol der niederländischen Monarchie. In ihr begibt sich der König oder die Königin der Niederlande am dritten Dienstag im September, dem Prinsjesdag, zum Parlament, um die jährliche Thronrede zu halten. Außerdem findet die Kutsche bei Hochzeiten des Monarchen oder des Thronfolgers Verwendung.

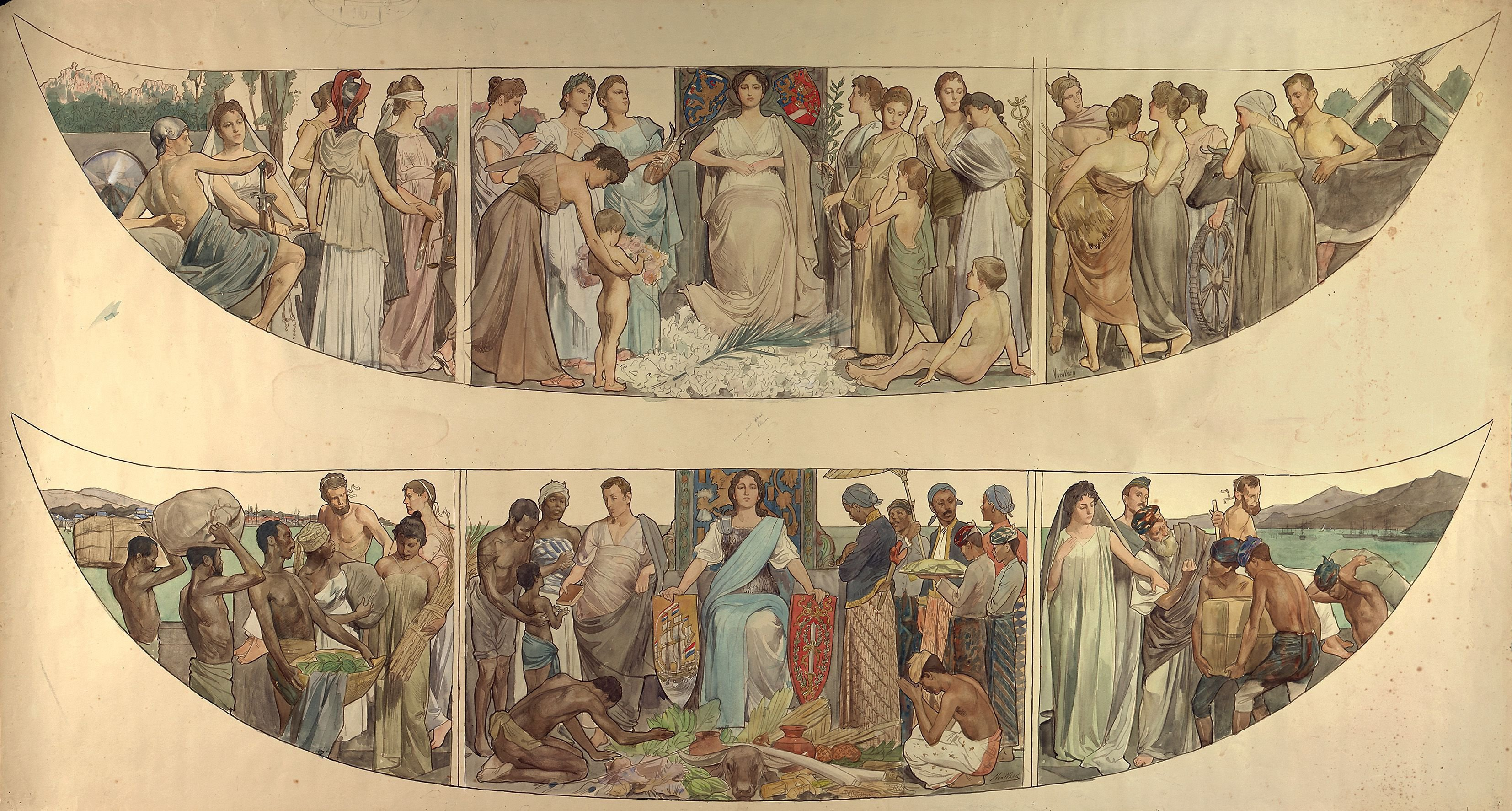
Seitenpaneele der Goldenen Kutsche

Die Kutsche wurde 1898 an Königin Wilhelmina übergeben und 1901 anlässlich ihrer Hochzeit zum ersten Mal benutzt. Die Seitenpaneele zeigen die Huldigung der Niederlande und der damaligen niederländischen Kolonien an die Nederlandse Maagd („Niederländische Maid“), eine Symbolfigur der Niederlande. Die Darstellung der Huldigung der Kolonien ist in jüngerer Zeit als rassistisch kritisiert worden und hat zu einer Kontroverse geführt. Im Januar 2022 gab der König bekannt, dass die Kutsche nicht mehr benutzt werde.